# Контрактовий ярмарок
Контра́ктовий я́рмарок (або Я́рмарок контракто́вий) — ярмарок, на якому угоди (контракти) про гуртову купівлю-продаж ремісничих, промислових та сільськогосподарських продуктів, купівлю-продаж та оренду землі, маєтків, укладалися грошові операції (застави, позики) і маєтково-подружні орудки. Існували в Україні поряд зі звичайними ярмарками з кінця 15 століття. Особливо були популярними серед міщан і шляхти. Більші контракти підлягали реєстрації в судах.
Найвідоміші були контрактові ярмарки у Львові (17 — 19 століття), Дубному (заснований у 1774 році) та Києві (переведений сюди з Дубного у 1797році; тут він об'єднався зі звичайним ярмарком, що діяв з 16 століття). Львівський контрактовий ярмарок поступово занепав після приєнання Галичини до Австрійської імперії, і на початку 19 століття перестав існувати. Київський контрактовий ярмарок зазнав найбільшого розквіту в першій половині 19 століття, і згодом злився зі звичайним ярмарками в Києві, що тут відбувалися кілька разів на рік. В УСРР контрактові ярмарки проіснували до 1927 року.